# امریکن لافرانس
امریکن لافرانس (انگلیسی: American LaFrance) شرکت خودروسازی آمریکایی است، که در سال ۱۸۷۳ تأسیس شد.